# Tmarus amazonicus
Tmarus amazonicus là một loài nhện trong họ Thomisidae.
Loài này thuộc chi Tmarus. Tmarus amazonicus được Cândido Firmino de Mello-Leitão miêu tả năm 1929.